# Reacción de Sonogashira
En química orgánica y organometálica, la reacción de Sonogashira es el acoplamiento de acetilenos terminales (aquellos que tienen al menos un H) con haluros de arilo o vinilo. La reacción fue publicada por primera vez por Kenkichi Sonogashira y Nobue Hagihara en 1975.

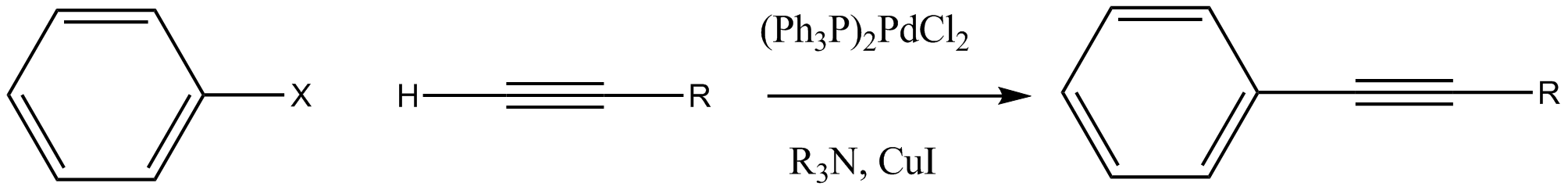
Reacción de Sonogashira.

La reacción de acoplamiento cruzado de Sonogashira es utilizada en una amplia variedad de áreas, debido a su utilidad en la formación de enlaces carbono–carbono. La reacción puede llevarse a cabo bajo condiciones suaves, tales como temperatura ambiente, en medio acuoso y con una base débil, lo cual ha permitido el empleo de la reacción de acoplamiento de Sonogashira en la síntesis de moléculas complejas. Entre sus aplicaciones se encuentran productos farmacéuticos, productos naturales, materiales orgánicos y nanomateriales. Un ejemplo específico incluye su uso en la síntesis de tazaroteno, utilizado en el tratamiento de la psoriasis y el acné, y en la preparación de SIB-1508Y, también conocido como Altiniclina, un receptor nicotínico agonista.

## Historia
La reacción de alquilinación de haluros de arilo usando acetilenos aromáticos fue publicada en 1975 en tres contribuciones independientes por Cassar; Dieck y Heck así como Sonogashira, Tohda y Hagihara. Todas las reacciones empleaban catalizadores de paladio para rendir los mismos productos de reacción. Sin embargo, los protocolos de Cassar y Heck se llevaban a cabo sólo con el uso de paladio y requierían condiciones de reacción drásticas (por ejemplo, altas temperaturas de reacción). El empleo de co-catalizadores de cobre junto con complejos de paladio en el proceso de Sonogashira permitió que las reacciones se llevaran a cabo bajo condiciones suaves de reacción con excelentes rendimientos. Un rápido desarrollo de los sistemas de Pd/Cu ha permitido una miríada de aplicaciones sintéticas, mientras que las condiciones de Cassar-Heck están en desuso, aunque no olvidadas. La remarcable utilidad de la reacción se evidencia por la cantidad de investigación que aún se realiza, enfocada en el entendimiento y la optimización de sus capacidades sintéticas, así como el empleo de procedimientos para preparar varios compuestos de importancia sintética, medicinal o material/industrial. Entre las reacciones de acoplamiento cruzado sigue en el número tres en publicaciones justo después de las reacciones de Suzuki y de Heck. La búsqueda del término "Sonogashira" en Scifinder proporciona más de 9000 referencias de publicaciones científicas hasta septiembre de 2021.